# Hone-onna

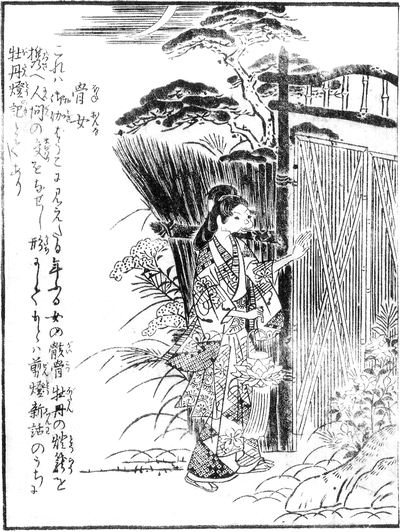
Hone-onna na ilustracji ze zbioru „Konjaku-gazu-zoku-hyakki”

Hone-onna (jap. 骨女; dosł. koścista kobieta, kobieta-szkielet) – duch z japońskich legend.

## Opis
Hone-onna jest jedną z kobiecych yōkai, czyli duchów, demonów pochodzących z japońskiego folkloru. Hone-onna to duch kobiety, który zabija mężczyzn poprzez czerpanie z nich siły życiowej lub poprzez trzymanie ich rąk tak długo, aż pozostanie z nich sam szkielet.
Po raz pierwszy duch ten pojawia się w encyklopedii yōkai zwanej Konjaku-gazu-zoku-hyakki, napisanej w 1779 roku przez Sekiena Toriyamę. Opowieść, w której pojawia się hone-onna nosi tytuł „Botan dōrō” („Piwoniowa latarnia”). Historia opowiada o pięknej, lecz bardzo chudej kobiecie noszącej z sobą czerwoną latarnię w kształcie kwiatu piwonii, która odwiedza mężczyzn w celu spędzenia z nimi nocy.
„Botan dōrō” sama w sobie jest powieścią pochodną ze zbioru opowieści pochodzenia chińskiego i koreańskiego pt. „Otogibōko” (Lalka, 1666) spisanej przez Ryōi Asai. Zbiór ten został skomponowany jako umoralniająca wersja chińskiej pracy „Jiandeng Xinhua” autorstwa Qu You z 1378 roku. „Botan dōrō” opowiada o młodym mężczyźnie zwanym Shinnojō Ogiwara, który szwenda się w nocy po dworze i spotyka młodą kobietę o imieniu O-Tsuyu. Niesie ona z sobą czerwoną latarnię w kształcie piwonii. Shinnojō od razu zakochuje się w pięknej nieznajomej i od tamtej pory co noc spotyka się z nią, by razem sypiać. Pewnego razu pewien bardzo wścibski sąsiad zakrada się do sypialni, aby podglądać co się dzieje, lecz gdy światło w końcu pada na nagą parę, niemal umiera w szoku, widząc iż kobieta tak naprawdę jest poruszającym się szkieletem.

## Legendy
Ustnie przekazywana legenda z prefektury Akita opowiada historię o młodym mężczyźnie, który gubi się podczas srogiej śnieżycy. Nagle widzi w oddali młodą kobietę, niosącą czerwoną latarnię w kształcie piwonii. Kobieta macha do niego, po czym prowadzi do swojego domu. Gdy mężczyzna chce podziękować jej za okazaną pomoc, blask latarni oświetla jej twarz, a on zaszokowany zauważa, iż jest to jedynie czaszka szkieletu.
„Botan dōrō” została zaadaptowana w wersji teatru lalek, kabuki, rakugo. a nawet powstał na jej podstawie film.
Uważa się, że tylko ci, którzy nie są zaślepieni miłością lub są bardzo religijni, mogą ją przejrzeć, poznając prawdziwe oblicze.
Postać hone-onna została również wykorzystana w serialu anime pod tytułem „Jigoku Shōjo”, emitowanym w latach 2015–2017 przez AnimaX.